# Rinocer de Sumatra
Rinocerul de Sumatera  (Dicerorhinus sumatrensis), numit și rinocerul asiatic, este cea mai mică specie de rinocer din lume, el fiind timid și retras. După cum este specificat și în denumirea sa, acest rinocer poate fi găsit în junglele Sumatrei; odinioară trăia prin toate pădurile tropicale, mlaștinile și stufărișurile din India, Myanmar, Thailanda, Laos, Cambodgia, Vietnam și Malaezia. În prezent, mai trăiesc doar 6 populații mici, risipite în câteva rezervații din Malaezia, insulele Sumatra și Borneo. Specialiștii consideră că în aceste nuclee izolate mai supraviețuiesc maxim 300 de exemplare din această specie.
Ultimul rinocer de Sumatra masculin din Malaezia, numit Tam, a murit la 27 mai 2019, iar ultima femelă de rinocer de Sumatra din Malaezia, pe nume Iman, a murit la 23 noiembrie 2019. Specia este considerată a fi dispărută local în țara respectivă și acum supraviețuiește doar în Indonezia.
Subspecii:
- Dicerorhinus sumatrensis harrissoni
- Dicerorhinus sumatrensis sumatrensis
- †Dicerorhinus sumatrensis lasiotis